# Farmers (Kentucky)
Farmers es un lugar designado por el censo ubicado en el condado de Rowan en el estado estadounidense de Kentucky. En el Censo de 2010 tenía una población de 284 habitantes y una densidad poblacional de 127,95 personas por km².

## Geografía
Farmers se encuentra ubicado en las coordenadas 38°8′18″N 83°32′39″O / 38.13833, -83.54417. Según la Oficina del Censo de los Estados Unidos, Farmers tiene una superficie total de 2.22 km², de la cual 2.21 km² corresponden a tierra firme y (0.35%) 0.01 km² es agua.

## Demografía
Según el censo de 2010, había 284 personas residiendo en Farmers. La densidad de población era de 127,95 hab./km². De los 284 habitantes, Farmers estaba compuesto por el 96.83% blancos, el 1.06% eran afroamericanos, el 0% eran amerindios, el 0% eran asiáticos, el 0% eran isleños del Pacífico, el 0.7% eran de otras razas y el 1.41% pertenecían a dos o más razas. Del total de la población el 2.11% eran hispanos o latinos de cualquier raza.